# 玉屏街道 (巧家县)
玉屏街道，是中华人民共和国云南省昭通市巧家县下辖的一个街道。
2021年3月18日，云南省人民政府批复同意撤销白鹤滩镇，析置白鹤滩街道和玉屏街道，8月31日正式成立。

## 行政区划
玉屏街道下辖以下地区：
沙坝社区、龙潭社区、堂琅社区、迤博社区、玉屏社区、花园社区、金江社区、湖畔社区、迎江社区、滨江社区、望江社区、迎春社区、邱家屿社区、莲塘社区、大坪社区、法土社区、旱谷地村、官村村、中村村、咪吐村、复兴村、杨家湾村。